# Keren (Eritrea)
Keren (voorheen Cheren en Sanhit) is de derde stad van Eritrea en ligt ten noordwesten van Asmara, waarvan de belangrijkste bevolkingsgroepen de Bilin, Tigre and Tigrinya zijn. Keren is de hoofdstad van de regio Anseba. De op 1.390 meter boven zeeniveau gelegen bergstad is onderverdeeld in de districten Elabered, Hagaz, Halhal en Melbaso.

## Geschiedenis
Keren in het Bilen, een van de talen die in Keren gesproken wordt, betekent 'stenig' of 'rotsachtig'; terwijl het in het Tigrinya, een andere taal in de regio, 'berg' betekent. Het is echter niet duidelijk wanneer, hoe en door wie de stad is gesticht.
Keren was in het verleden een belangrijke handelsstad, die vanaf de middeleeuwen lange tijd door verschillende buitenlandse machten is overheerst, voordat Eritrea in 1993 definitief haar onafhankelijkheid verkreeg. Deze buitenlandse machten hebben allen hun stempel gezet op de ontwikkeling van de stad. Bekend zijn de Ottomaanse heerschappij (tweede helft 16 eeuw–halverwege 19e eeuw), Egyptische bezetting (1872–1885), Italiaanse kolonialisme (1889–1941), waar een eind aan kwam met het verlies van de Slag bij Keren; en de Britse heerschappij (1941–1952); en de inlijving bij Ethiopië (1962–1993).

## Gebouwde omgeving
Keren heeft veel historische gebouwen, zoals gebedshuizen, scholen en kantoren. De gebedshuizen zijn een spiegeling van het Eritrese religieuze leven en de invloeden die hieraan bijgedragen hebben. Andere gebouwen geven een beeld van de interactie die Keren had met andere volkeren. 

Hoewel in Keren historische bouwwerken zijn uit de tijd van de Egyptische bezetting (1872 –1885) en andere periodes, domineren de gebouwen uit de Italiaanse koloniale periode (1889-1941). Deze gebouwen vertegenwoordigen het racisme van de fascistische Italiaanse beleid destijds. Ze bouwden de stad met Eritrese arbeid naar het beeld van hun eigen Italiaanse steden.
Er zijn ook diverse voorbeelden van Art Deco, zoals de San Antonios- en Sint-Michaelkerk.
Bezienswaardigheden in de stad Keren zijn met name:
- Tigu, een 19e-eeuwse fort gebouwd door EgyptenarenDe baobab die een Heilige Mariakapel huisvest

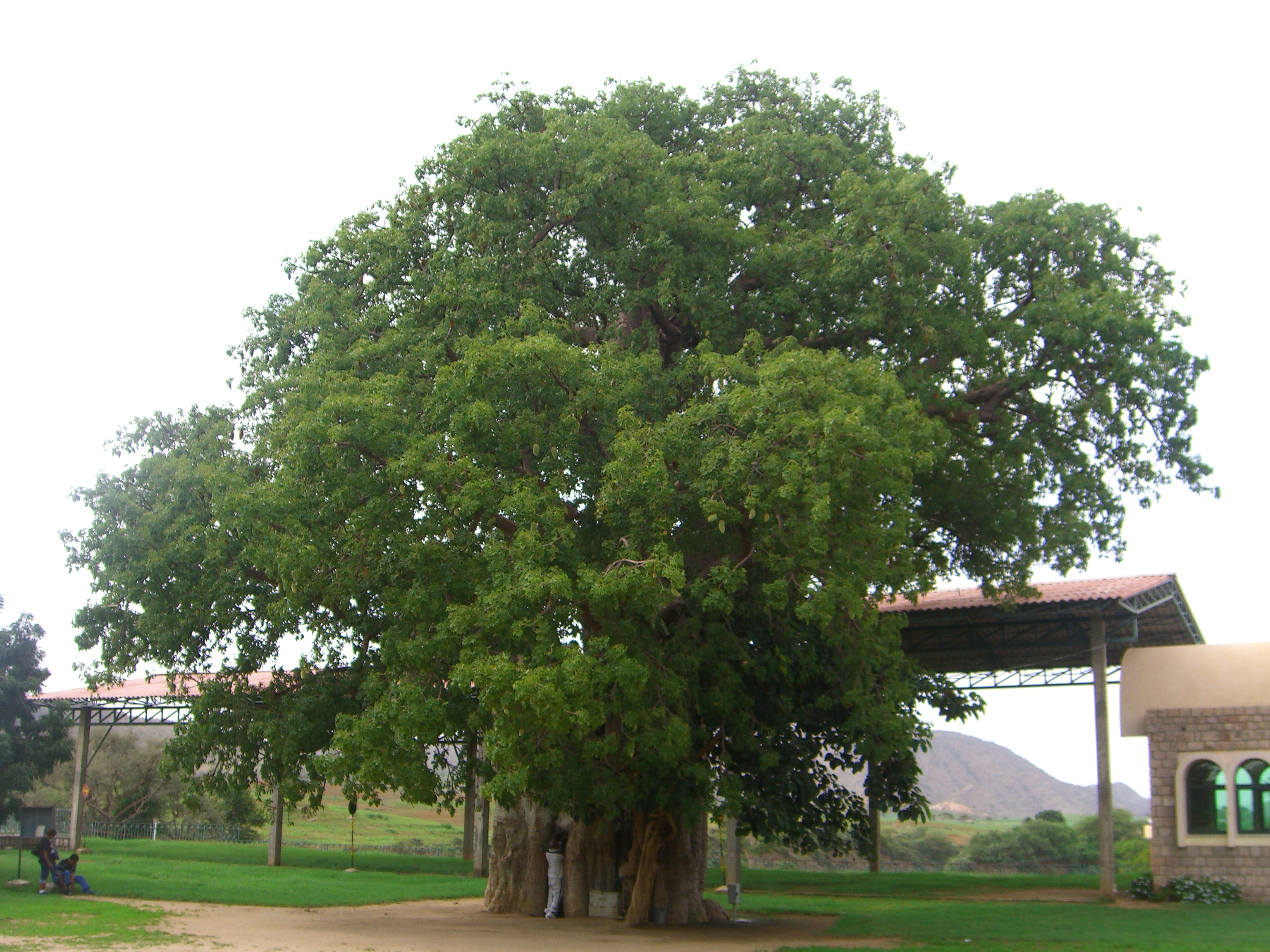
De baobab die een Heilige Mariakapel huisvest

- Mariam Dearit (Mariam Da'arit), ofwel Heilige Maria, een kapel in een baobab.
- Italiaanse en Britse militaire begraafplaatsen. Het Italiaanse oorlogskerkhof is verdeeld in secties voor Eritrese Askari's en Italiaanse soldaten. In de Italiaanse sectie zijn bijna 88% van de marmeren grafstenen correct met naam en rank van de gevallenen ingebeiteld, terwijl in de Eritrese sectie in vrijwel alle stenen Ascaro Igneto (onbekende soldaat) staat gebeiteld, een erfenis van het fascistische Italiaanse kolonialisme in Keren.[3][6]
- Oude moskee
- Assehaba-,  Al Shaba- of Sehabamoskee
- San Antonioskerk
- Sint Michaelkerk
- Voormalige treinstation uit de jaren 1920.
- Sayed Bakri, een mausoleum
- Markt van Keren

In de omgeving van de stad bevindt zich voorts;
- Debre Sina, een 6e-eeuwse klooster
- Ruïnes van Adulis, een antieke stad.

## Varia
- De eerste drukpers ooit van Eritrea kwam in 1878 in Keren. Deze pers is in 1899 naar Asmara verhuisd.[3]